# Discurs asupra originii și fundamentelor inegalității dintre oameni
Discurs asupra originii și fundamentelor inegalității dintre oameni este un discurs scris de Jean-Jacques Rousseau în anul 1754, cu ocazia participării la un concurs organizat de  Academia din Dijon. Tema era următoarea: „Care este originea inegalității dintre  oameni și dacă ea este îngăduită de legea  naturală”. Dorind ca în această carte să explice originea inegalităților, Rousseau susține că aceasta are la bază exclusiv apariția proprietății private.
Rousseau preia în „Discurs” ideea „stării naturale” și ideea „contractului social”, care erau răspândite în filozofia socială a secolelor  al XVII-lea și  al XVIII-lea, dar le dă o interpretare proprie, corespunzătoare aspirațiilor sale  democratice și  revoluționare.
După Rousseau, societatea trece în evoluția sa prin trei etape:
1. starea naturală;
2. constituirea primelor societăți omenești;
3. apariția societăților omenești bazate pe proprietatea privată.

Ideea „stării naturale” îndeplinește o anumită funcție teoretică: ea oferă baza pe care se întemeiază explicația genetică a vieții sociale. Rouseau este conștient de caracterul ipotetic al acestei idei: „starea naturală” este o supoziție necesară pentru a explica situația actuală a omului, și nicidecum un fapt istoric propriu-zis. Pentru el ideea stării naturale are un sens mai mult logic și metodologic decât empiric. 

## Structura discursului
Discursul este împărțit în doua părți importante: o dedicație republicii din Geneva, prefața, prima parte a discursului și cea de-a doua parte.

#### Partea întâi
În prima parte a Discursului, Rousseau descrie individul uman în starea de natură. Rousseau susține că în această primă epocă omul nu era încă corupt de societate. El era bun, pentru că omul se naște bun; era capabil de compasiune, nutrind milă față de cei aflați în suferință; era liber. De asemenea, în aceasta stare ipotetică, omul trăia după două principii: auto-conservarea și mila, deosebindu-l astfel de celelalte animale.

#### Partea a doua
În partea a doua a Discursului, Rousseau explică seria de evenimente ce au dus la trecerea individului de la starea de natură la societatea civilă. 
După starea naturală, deci, urmează etapa de constituire a primelor societăți omenești. Rouseau respinge ideea lui Aristotel despre sociabilitatea înnăscută a omului și e convins ca societatea apare și se dezvoltă după anumite legi obiective. Totodată, el se manifestă ca un mare  dialectician, înțelegând ca progresul social nu este o ascensiune liniară, cum considerau contemporanii săi, grupați în jurul Enciclopediei. Perioada a doua este un progres, spune el, față de starea naturală, dar în ea apar deja primele semne ale decăderii. Progresele ulterioare, susține Rouseau, „au fost tot atâția pași în aparență spre perfecționarea individului, în realitate, însă, spre decăderea speciei”. Astfel, autorul Discursului descoperă caracterul contradictoriu al progresului social. Fără a nega progresul social, el sesizează laturile lui negative și atrage atenția asupra lor în mod special. Caracterul contradictoriu al progresului se observă cel mai bine în cea de-a treia etapa a istoriei - etapa apariției proprietății private. Izvorul inegalității, opinează filozoful, este proprietatea privata. Ea nu exista în „stare naturală” și de aceea nu este justificată de legea naturală: „Primul om care, împrejmuind un teren, s-a încumetat sa spună: «acesta este al meu» și care a găsit oameni destul de proști ca să-l creadă, a fost adevăratul întemeietor al societății civile”. Dar de câte crime, războaie, omoruri, de câte mizerii și orori ar fi scutit omenirea acel care, socotind țărușii sau astupând șanțul, ar fi strigat semenilor săi: „Feriți-vă să-l ascultați pe acest impostor; sunteți pierduți dacă uitați că roadele sunt ale tuturor și că pământul nu este al nimănui”. Apariția proprietății private duce la apariția conflictelor dintre oameni. Fiecare tinde sa-și mărească avuția și intra în lupta cu ceilalți. Așa apar dominația și sclavia, violența și jaful. Acea „luptă a tuturor împotriva tuturor”, despre care vorbește Hobbes cu referire la starea naturală, caracterizează, dimpotrivă, după Rouseau, societatea în sânul căreia s-a născut proprietatea privată.
Proprietății private i s-a adăugat dominația politică, și astfel, un sistem artificial de inegalități i-a orânduit pe oameni într-un raport de dependență reciprocă. Natura umană este reprimată, iar rațiunea determină individul să acționeze contrar pornirilor sale naturale.
Pentru a-și apăra avuția, cei bogați propun tuturor întemeierea statului, care ia naștere printr-un contract încheiat între oameni. Statul, deci, este o necesitate pentru cei bogați. Odată apărut, el aduce noi opresiuni pentru cel slab și noi puteri pentru cel bogat. Pentru a le apără libertatea, popoarele își aleg  împărați, dar aceștia cu timpul se transformă din ajutoare ale statului în stăpânii lui. Abuzul conducătorilor statului culminează cu despotismul, care este treapta extremă a inegalității, „punctul final care închide cercul și atinge punctul de la care am pornit: aici toți particularii devin egali, pentru ca nu sunt nimic în raport cu despotul... aici totul ajunge sa se rezume doar la legea celui mai mare și, prin urmare, la o nouă «stare naturală» deosebită de ceea de la care am pornit prin faptul ca una era starea naturală în puterea ei, iar cealaltă este fructul unui exces de corupție”. Astfel, Rouseau ajunge la ideea dialectica a negării negației cu aproape două decenii înainte de nașterea lui Hegel. Despotul, spune Rouseau, domină numai prin forță, de aceea el nu se poate plânge când e răsturnat prin forță. Răscoala este, deci, un act legitim al poporului.